# Anja Jensen

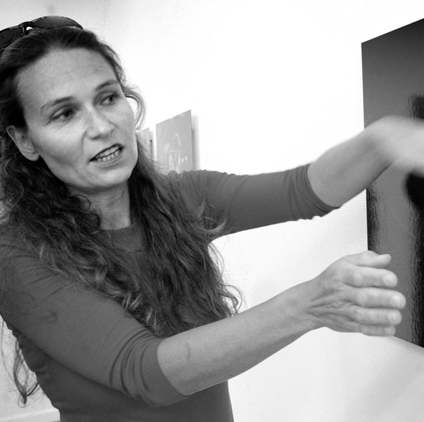
Anja Jensen (2003)

Anja Jensen (* 1966) ist eine deutsche Künstlerin. 

## Leben
Jensen studierte an der Johannes-Gutenberg-Universität in Mainz, an der Académie de Port-Royal in Paris, der Christian-Albrechts-Universität zu Kiel, der Muthesius Kunsthochschule Kiel und der Kunstakademie Münster. Dort war sie Meisterschülerin bei Ulrich Erben.
Für ihr künstlerisches Schaffen erhielt Anja Jensen zahlreiche Auszeichnungen und Stipendien, darunter 2000 ein Atelierstipendium der Stadt Münster, 2003 das Gotland-Stipendium des Landschaftsverbands Westfalen-Lippe und 2007 das Märkische Stipendium für bildende Kunst. Sie war Preisträgerin mehrerer Kunst-im-öffentlichen-Raum-Wettbewerbe u. a. 2004 der Citeq der Stadt Münster, 2005 des Hochschulkampus Flensburg. 
2020 wurde ihr in Mexiko-Stadt realisiertes Jugendfotoprojekt VISTO BUENO mit dem Bildungspreis der Deutschen Gesellschaft für Photographie ausgezeichnet. 2023 erhielt sie den Kunstpreis der Schleswig-Holsteinischen Wirtschaft. 
Von 2005 bis 2007 nahm Jensen am internationalen Künstler- und Kunstaustauschprogramm „Transfer Türkiye-NRW“ des NRW KULTURsekreteriats teil. 2008 folgte sie einer Einladung des Goethe-Instituts Santiago de Chile. 2010 und 2018 war sie "Artist in Residence" des Museums Kunst der Westküste auf Föhr.
Auf Einladung des Goethe-Instituts in Mexiko vertrat Anja Jensen während des Deutschlandjahrs 2016 in Mexiko – neben Candida Höfer, Michael Wesely, Hans Peter Kuhn und Gregor Schneider – Deutschland im Bereich zeitgenössische Bildende Kunst. Noch bis 2024 hat sie eine Künstlerresidenz am Goethe-Institut in Madrid.
Ihre Arbeiten waren in Ausstellungen u. a. in Basel, Zürich, Wien, Prag, München, Köln, Aachen, Bochum, Gladbeck, Münster, Hamburg, Kiel, Berlin, Warschau, Krakau, Kaunas, Istanbul, Mexiko-Stadt, Santiago de Chile, New York, Incheon, Wuhan und Shanghai zu sehen.

## Ausstellungen (Auswahl)

### Einzelausstellungen (EA) + Gruppenausstellungen
- 2024 No Go - Kunstpreis der Schleswig-Holsteinischen Wirtschaft 2023, Museumsinsel Schloss Gottorf, Stiftung Schleswig-Holsteinische Landesmuseen, Schleswig EA[1]
- 2024 Zwischen Sturm und Stille, Das Museum Kunst der Westküste zu Gast im Internationalen Maritimen Museum, Hamburg[2]
- 2023 Auf das große Westmeer Schauend, Museum Kunst der Westküste, Föhr[3]
- 2021 Schneemannsgarn, Kunsthaus Interlaken[4]
- 2021 Neue Schätze im MKdW, Museum Kunst der Westküste, Föhr[5]
- 2021 Who's afraid of Orange, Pink and Blue? Galerie Anja Knöss, Köln[6]
- 2019 10 Jahre MKdW - CONTEMPORARY, Museum Kunst der Westküste in Alkersum[7]
- 2018 Seitenflügelkunst, Vertretung des Landes Schleswig-Holstein beim Bund, Berlin EA
- 2018 Im Bann der Nordsee. Die norddeutsche Landschaft seit 1900, Städtische Galerie Bietigheim-Bissingen
- 2018 Santa Muerte, eine audio-visuelle Performance mit Anja Kreysing und Tomasz A. Nowak, St. Lamberti Münster EA
- 2017 Visto Bueno, 1 ciudad, 4 semanas, 200 perspectivas de la CDMX, Año Dual Alemania en México, Museo Archivo de la Fotografía, Mexiko-Stadt EA
- 2016 Ciudadanas – Caminamos oscuras, Año Dual Alemania en México, Deutscher Pavillon, Mexiko-Stadt EA
- 2016 Jenseits der Zeit, Museum Kunst der Westküste, Alkersum, Föhr
- 2015 Inszenierte Fotografie, Neue Galerie Gladbeck EA
- 2014 Kunst und Küste, ausgewählte Werke aus der Sammlung, Museum Kunst der Westküste, Föhr
- 2014 Tatort, Projektraum Knut Osper, Köln EA
- 2014 Tatort, Photoszene-Festival Köln EA
- 2013 Tatort, Galerie f5,6, München EA
- 2013 Tatort, Museum Kunst der Westküste, Alkersum, Föhr EA
- 2012 Private Kunstsammlungen Münster: Director's Choice, Kunsthalle Münster
- 2011 The Solo Project, Basel EA
- 2009 Gemeinsam in Bewegung, Contemporary Art from Germany and China, Museum of Art, Wuhan
- 2009 In God We Trust. The Rest We Monitor, Galerie Kashya Hildebrand, Zürich EA
- 2009 Inszenierte Fotografie, Projektraum Knut Osper, Köln EA
- 2009 Surveillance Photography, MAC (Museo de Arte Contemporáneo), Santiago de Chile EA
- 2009 Surveillance Photography, Sala de Arte, Mall Plaza Vespucio, Museo Nacional de Bellas Artes (Chile), Santiago de Chile EA
- 2008 New Talents, Art Cologne, Förderkoje EA
- 2008 Nya Fotoarbeten, Galleri 5, Visby, Gotland EA
- 2007 Transfer Türkiye-NRW 2005–2007, Ludwig Forum für Internationale Kunst Aachen, Museum Bochum, Kunsthalle Münster, Santralistanbul, Istanbul
- 2007 Failed Hope, New Romanism in Contemporary German Photography, Photomonth Krakau
- 2007 Blind Date II, Zhu Qizhan Art Museum, Shanghai
- 2005 After the Fact, 1st Berlin Photography Festival, Martin-Gropius-Bau, Berlin
- 2004 Anja Jensen, Galerie f 5,6, München EA
- 2004 It's for security, Kulturforum Rheine EA
- 2004 Palma-München-Amsterdam, Ausstellungsreihe Black-Box Münster Osnabrück International Airport EA
- 2001 Rewizyta, Gallery XX1, Warschau EA
- 1999 Tiger, Wewerka Pavillon, Münster EA

## Stipendien und Auszeichnungen
- 2024 Kunstpreis der Schleswig-Holsteinischen Wirtschaft 2023[1]
- 2022 Residenz-Programm, Goethe-Institut Madrid[8]
- 2021 Bildungspreis 2020 der Deutschen Gesellschaft für Photographie, Köln[9]
- 2018/10 Artist in Residence-Programm, Museum Kunst der Westküste, Föhr
- 2007 Märkisches Stipendium für bildende Kunst
- 2006 Transfer Türkiye-NRW, internationales Künstler- und Kulturaustauschprogramm des NRW KULTURsekreteriats
- 2005 1. Preis Kunst im öffentlichen Raum, Hochschulcampus Flensburg
- 2004 1. Preis Kunst im öffentlichen Rauf, Citeq Münster
- 2003 Gotland-Stipendium des Landschaftsverbandes Westfalen-Lippe
- 2000 Preisträgerin Kunst-am-Bau, Sparkassenakademie Münster
- 1995 Stipendium der Kunststiftung der Landesbank Schleswig-Holstein